# Vlaho Orepić
 (avril 2017).
Si vous disposez d'ouvrages ou d'articles de référence ou si vous connaissez des sites web de qualité traitant du thème abordé ici, merci de compléter l'article en donnant les références utiles à sa vérifiabilité et en les liant à la section « Notes et références ».
Vlaho Orepić, né le 16 novembre 1968 à Ploče, est un homme politique croate membre du Pont des listes indépendantes (MOST). Il est ministre de l'Intérieur du 22 janvier 2016 au 27 avril 2017, date à laquelle il est limogé pour avoir voté en faveur d'une motion de censure visant le ministre des Finances Zdravko Marić.